# Zone 3 des transports en commun d'Île-de-France

Carte du RER d'Île-de-France indiquant la division de la région en zones tarifaires. La zone 3 est la 2e zone grise à partir du centre.

La zone 3 est une zone du système tarifaire zonal concentrique utilisé par les transports en commun d'Île-de-France.

## Caractéristiques
La zone 3 a vu le jour en même temps que la carte Orange en 1975.
La partie Est du bois de Vincennes est située dans la zone, tandis que sa partie Ouest ainsi que le bois de Boulogne sont situés en zone 2.
Une disposition tarifaire particulière était prévue pour les voyageurs du métro possédant un titre de transport ne couvrant que les zones 1-2. En effet, ceux-ci pouvaient utiliser leur titre jusqu'au bout de toutes les lignes de métro même si la station terminus de leur trajet est en zone 3 : par exemple, pour se rendre à la gare de la Défense située en zone 3 il suffisait d'un ticket t+ pour s'y rendre avec la ligne 1 du métro tandis que pour s'y rendre via la ligne A du RER il fallait un billet origine-destination ou un titre incluant la zone 3 pour un trajet en bus. La mise en place du ticket « Métro-Train-RER » le 1er janvier 2025 simplifie cette situation, le nouveau ticket étant utilisable indifféremment sur le métro, le Transilien ou le RER sans limite de distance.

## Gares
La zone 3 représente la zone de captation majeure des flux de voyageurs RER et Transilien, notamment sur des trajets domicile-travail. 
Le RER dessert en effet de nombreuses gares de la zone 3, devant concilier des besoins de transports caractérisés par la fréquence d'une desserte périurbaine de type métro et la rapidité des trains de banlieue.

### RER A
- Val de Fontenay
- Neuilly-Plaisance
- Fontenay-sous-Bois
- Nogent-sur-Marne
- Joinville-le-Pont
- Saint-Maur - Créteil
- Le Parc de Saint-Maur
- Champigny
- La Varenne - Chennevières
- La Défense
- Nanterre-Préfecture
- Nanterre-Université
- Nanterre-Ville
- Rueil-Malmaison

### RER B
- La Courneuve - Aubervilliers
- Le Bourget
- Drancy
- Le Blanc-Mesnil
- Arcueil - Cachan
- Bagneux
- Bourg-la-Reine
- Sceaux
- Fontenay-aux-Roses
- Robinson
- Parc de Sceaux
- La Croix de Berny
- Antony

### RER C
- Les Grésillons
- Gennevilliers
- Épinay-sur-Seine
- Meudon-Val-Fleury
- Chaville-Vélizy
- Viroflay-Rive-Gauche
- Vitry-sur-Seine
- Les Ardoines
- Choisy-le-Roi

### RER D
- Saint-Denis
- Maisons-Alfort - Alfortville
- Le Vert de Maisons
- Créteil-Pompadour

### RER E
- Nanterre-La Folie
- La Défense
- Noisy-le-Sec
- Bondy
- Rosny-Bois-Perrier
- Rosny-sous-Bois
- Val de Fontenay
- Nogent - Le Perreux
- Les Boullereaux-Champigny

### Transilien H
- Saint-Denis
- Épinay - Villetaneuse

### Transilien J
- Asnières-sur-Seine
- Bois-Colombes
- Colombes
- Le Stade

### Transilien L
- Asnières-sur-Seine
- Bécon-les-Bruyères
- Courbevoie
- La Défense
- Puteaux
- Suresnes-Mont-Valérien
- Le Val d'Or
- Saint-Cloud
- Garches - Marne-la-Coquette
- Sèvres - Ville d'Avray
- Chaville-Rive-Droite
- Viroflay-Rive-Droite
- Les Vallées
- La Garenne-Colombes
- Nanterre-Université

### Transilien N
- Meudon
- Bellevue
- Sèvres-Rive-Gauche
- Chaville-Rive-Gauche
- Viroflay-Rive-Gauche

### Transilien U
- La Défense
- Puteaux
- Suresnes-Mont-Valérien
- Saint-Cloud
- Sèvres - Ville d'Avray
- Chaville-Rive-Droite

## Métro
La zone 3 compte vingt-huit stations de métro. Dans le cadre du Grand Paris Express, ce nombre est amené à augmenter fortement, la future ligne 15 étant principalement établie en zone 3.

### Ligne 1
- La Défense
- Esplanade de la Défense

### Ligne 5
- Bobigny - Pablo Picasso

### Ligne 7
- La Courneuve - 8 Mai 1945
- Villejuif - Paul Vaillant-Couturier
- Villejuif - Louis Aragon

### Ligne 8
- École vétérinaire de Maisons-Alfort
- Maisons-Alfort - Stade
- Maisons-Alfort - Les Juilliottes
- Créteil - L'Échat
- Créteil - Université
- Créteil - Préfecture
- Pointe du Lac

### Ligne 11
- Romainville - Carnot
- Montreuil - Hôpital
- La Dhuys
- Coteaux Beauclair
- Rosny-Bois-Perrier

### Ligne 13
- Saint-Denis - Porte de Paris
- Basilique de Saint-Denis
- Saint-Denis - Université
- Gabriel Péri
- Les Agnettes
- Les Courtilles
- Châtillon - Montrouge

### Ligne 14
- L'Haÿ-les-Roses
- Chevilly-Larue
- Villejuif - Gustave Roussy

## Tramways
La zone 3 est également la zone la plus irriguée par le réseau du tramway d'Île-de-France. À l'exception des lignes T3a et T3b circulant à la lisière de Paris et des lignes T12 et T13, toutes les autres lignes desservent la zone 3. 
Les lignes T1, T6, T8 et T10 sont intégralement situées dans la zone, tandis que les lignes suivantes le sont partiellement :
- T2 : entre Parc Pierre Lagravère et Meudon-sur-Seine.
- T4 : entre Bondy et Les Coquetiers.
- T5 : entre Marché de Saint-Denis et Suzane Valadon.
- T7 : entre Villejuif - Louis Aragon et Saarinen.
- T9 : entre Germaine Tailleferre et Four - Peary.
- T11 : intégralement en zone 3 sauf Pierrefitte - Stains.